# Stéphanie Blanchoud
Stéphanie Blanchoud (Ukkel, 26 september 1981) is een Belgisch-Zwitserse actrice en singer-songwriter.

## Biografie
Stéphanie Blanchoud woont afwisselend in Brussel (Sint-Gillis) en in Blonay in het Zwitserse kanton Vaud. Ze behaalde de eerste prijs in 2003 in de Art Dramatique et Déclamation aan het Koninklijk Conservatorium Brussel. Blanchoud begon te acteren in verscheidene Belgische theaters. Ze schreef haar eigen teksten en kwam in 2004 met een eerste eigen theaterstuk "J'aurais voulu le dire", gevolgd door "Dans tes bras" dat bekroond werd met de Prix Georges Vaxelaire de l'Académie de Langue et Littérature Française de Belgique, "T'appartenir" in 2008 en "Timing" in 2010. Blanchoud won in 2014 de wedstrijd Textes en Scène, een initiatief van twee Franstalige theaters, l'Arsenic Lausanne en Saint-Gervais Genève. In 2009 acteerde ze een eerste maal in een speelfilm, La Régate. Voor haar rol van Laetitia werd ze in 2011 genomineerd voor de Magritte du cinéma voor best jong vrouwelijk talent.
Buiten haar acteerwerk is Blanchoud ook bezig met muziek, waarbij ze de teksten en het merendeel van de muziek zelf schrijft. In 2009 bracht ze haar eerste Franstalig album uit dat opgenomen werd samen met Jean-François Assy, destijds violist van Alain Bashung. Ze trad op in het voorprogramma van artiesten zoals Bénabar, Yodelice, Jane Birkin, Juliette en Maurane. Na een korte periode in Los Angeles waarbij ze een aantal Engelstalige nummers opnam, bracht ze in 2015 het album Les Beaux Jours uit, waarbij ze onder andere samenwerkte met Daan. Deze samenwerking resulteerde in de single "Décor" die op nr.2 binnenkwam in Le Top 20, de hitparade van Option Musique/RTS (Radio Télévision Suisse). Blanchoud speelde in 2016 in het voorprogramma van Charles Aznavour in de Amsterdamse Heineken Music Hall en trad op in zaal Paradiso en andere Nederlandse zalen, gevolgd door een tweede tournee in Zwitserland in het voorjaar 2017.

## Filmografie
- 2016: Ennemi public (televisieserie)
- 2015: Je suis un soldat
- 2015: La Vanité
- 2009: La Régate

## Discografie[4]

### Albums
- 2015: Les beaux jours
- 2009: Insomnies

### Singles
- 2016: À quoi ça rime
- 2016: Mes bonnes manières
- 2015: Les beaux jours
- 2015: Décor (Stéphanie Blanchoud feat. Daan)

## Prijzen en nominaties
De belangrijkste:
| Jaar | Prijs              | Categorie                    | Film      | Uitslag     |
| ---- | ------------------ | ---------------------------- | --------- | ----------- |
| 2011 | Magritte du cinéma | Beste jong vrouwelijk talent | La Régate | Genomineerd |